# Hopetown Carriage Works
| Hopetown Carriage Works    | Hopetown Carriage Works |
| -------------------------- | ----------------------- |
| Hopetown Carriage Works    |                         |
| Blick auf den Haupteingang |                         |

Hopetown Carriage Works ist die Betriebswerkstatt der ältesten Bahngesellschaft der Welt (Stockton and Darlington Railway) und wurde 1853 von Joseph Sparkes in Darlington (Durham) erbaut.

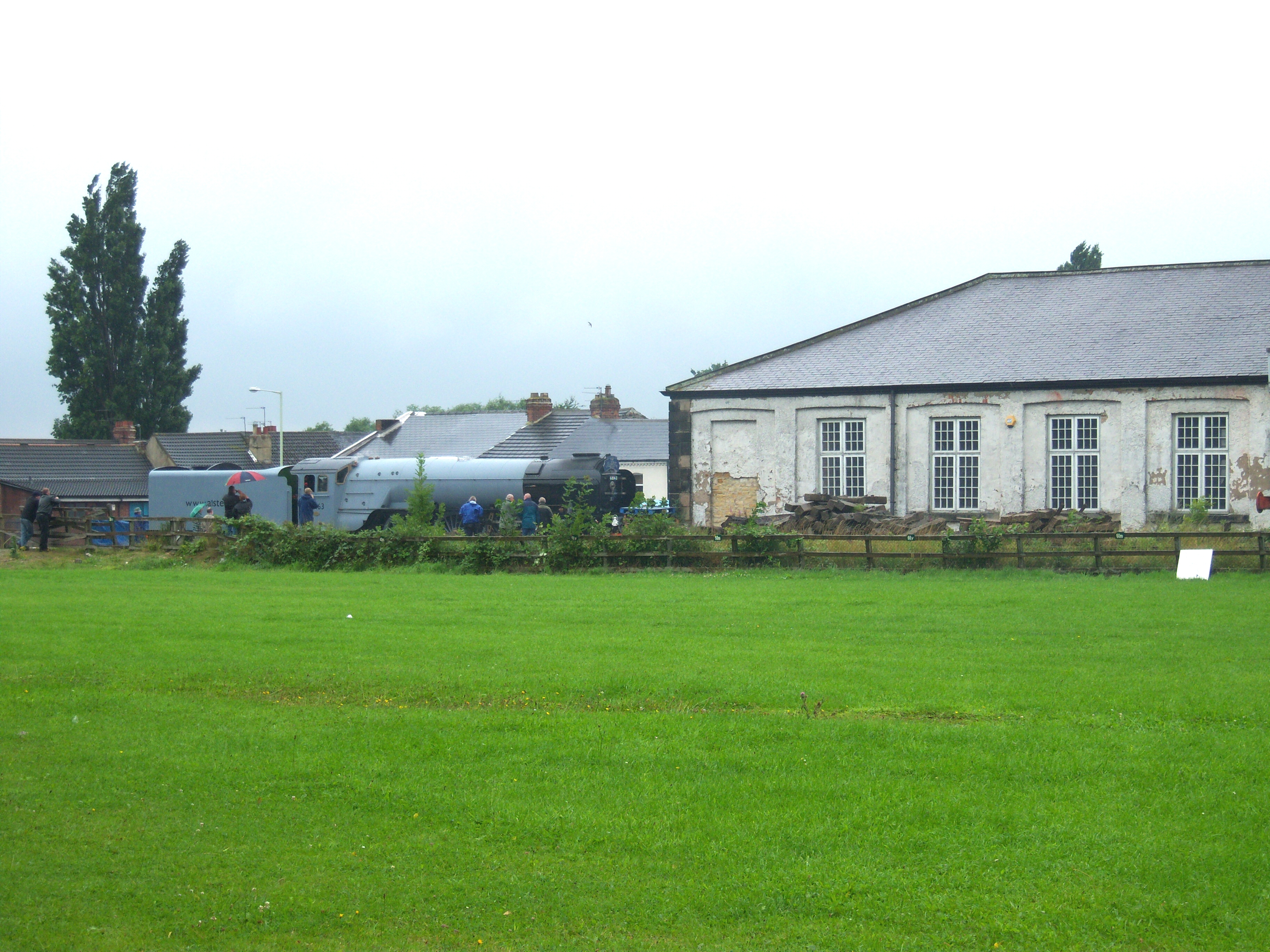
60163 Tornado neben den Hopetown Carriage Works

Das erste Stockwerk des Turms des Gebäudes wurde vermutlich als Werkstatt für Gussmodelle und als Zeichenbüro genutzt. In der Halle wurden Eisenbahnwaggons für die Bahngesellschaft gebaut und Wartungsarbeiten durchgeführt. Das Gebäude gehört zu der ersten Generation von Ausbesserungswerken des Eisenbahnzeitalters. Es befindet sich auf einem dreiecksförmigen Grundstück, das zwischen der am 27. September 1825 eröffneten Strecke der Stockton and Darlington Railway und einer am gleichen Tag eröffneten Abzweigung zu einem Kohlelager liegt. Das Alter des Gebäudes ist ungewöhnlich für ein Gebäude dieses Typs einer Eisenbahnunternehmen.
Das zweigeschossige Gebäude wurde aus Sandstein mit einer Verblendung aus Ziegelstein erbaut. Es hat ein walisisches Schieferdach mit zwei Erkern im Mittelteil. Dort gibt es ein Haupttor in venezianischem Stil mit abgestuften Gewölbesteinen. Dieses ist heute zugemauert. Es diente früher als Ein- und Ausfahrt für die Eisenbahnfahrzeuge. Diese wurden im Inneren des Gebäudes auf einer Drehscheibe zur Ausfahrt gedreht. Auf jeder Seite des Haupttores befindet sich jeweils eine kleinere Tür.
Das Gebäude befindet sich derzeit in einem renovierungsbedürftigen Zustand. Seine Bedeutung in der Entwicklung des Baus von Eisenbahn-Betriebsgebäuden und seine Seltenheit als erhaltenes Beispiel eines Ausbesserungswerkes aus dieser frühen Epoche machen es nach Ansicht der Gemeindeverwaltung von Darlington (Durham) zu einem erhaltenswerten Baudenkmal. Es ist ein wichtiger Teil des gesamten Gebäudeensembles der ersten modernen Eisenbahngesellschaft der Welt, der Stockton and Darlington Railway.
Die erste kommerziell eingesetzte Lokomotive „Locomotion No 1“ war in einem Ausbesserungswerk für Lokomotiven der Firma Alfred Kitching auf dem gleichen Gelände von 1857 bis in die 1880er Jahre ausgestellt. Das Gebäude ist bekannt für das Büro des letzten Chefkonstrukteurs Arthur Peppercorn der London and North Eastern Railway, das sich ab 1946 dort befand.
Das südliche Ende des Gebäudes wird heute von dem Verein A1 Steam Locomotive Trust genutzt, der dort den Nachbau einer Dampflokomotive der LNER-Klasse A1 aus den 1940er Jahren, die 60163 Tornado, durchführte. Die 60163 Tornado wurde im Jahr 2008 fertiggestellt. Die Lokomotive bewegte sich am 31. Juli 2008 erstmals aus eigener Kraft.
Die andere Hälfte des Gebäudes wird von der North Eastern Locomotive Preservation Group (NELPG) für Hauptuntersuchungen ihres Bestandes an Museumslokomotiven genutzt.